# Bienvenido, padre Murray
Bienvenido, padre Murray es una coproducción franco-española de wéstern estrenada en 1964, dirigida por Ramón Torrado y protagonizada en el papel principal por René Muñoz, actor cubano famoso por haber protagonizado el film Fray Escoba tres años antes.

## Sinopsis
El padre Murray llega al pueblo tejano de Valley City, en la frontera con México. Allí debe velar por el cumplimiento de la moral que se ha debilitado recientemente. Pero como se trata de un hombre negro, esto desilusiona y enfada a los residentes locales, que diez años antes habían ahorcado a un hombre negro por robo a un banco y asesinato, sin que se hubiera demostrado fehacientemente su culpabilidad de manera concluyente. El verdadero criminal, Ray Terris, hace todo lo posible para impedir que el sacerdote lleve a cabo su tarea, durante la cual salen a la luz sus nuevos planes de robo. 
Tercera y última entrega de la trilogía del cubano René Muñoz con el director Ramón Torrado sobre películas de temática religiosa, tras la citada Fray Escoba (1961) y Cristo negro (1963).

## Reparto
- René Muñoz ... Padre Murray
- Paul Piaget ... Cowboy
- Howard Vernon	...	Ray Terris
- Charito del Río ... Caroline Edwards
- Ángel del Pozo ... John
- Jesús Tordesillas	...	David Edwards
- Fernando Sancho ... García
- Tomás Blanco ... Burton
- Xan das Bolas ...	López
- Juan Cazalilla
- Gonzalo de Esquiroz ... Pistolero
- Miguel de la Riva	...	Trampero
- Miguel del Castillo ... Ken Purdy
- Beni Deus	...	Mark el herrero
- María Teresa Dressel
- Guillermo Elías ... Ciudadano
- Carmen Esbrí	...	Cantante del saloon
- Carlos Foretio
- Tito García ... Frank Murphy
- Rafael Hernández ... Ciudadano
- Fernando Hilbeck ... Trampero
- Rufino Inglés	...	Banquero
- Antonio Molino Rojo ... Monty
- Antonio Orengo ... Ciudadano
- Antonio Padilla ... Trampero
- José Prada
- José Riesgo ... Chihuahua
- Santiago Rivero
- Emilio Rodríguez
- Alfonso Rojas ...	Sheriff Eric
- Tomas Sancho
- Josefina Serratosa ... Esposa de Murphy
- Nicolás Tauro
- Juan Torrado ... Comisario
- José Villasante ... Ciudadano